# Giorgio Fieschi

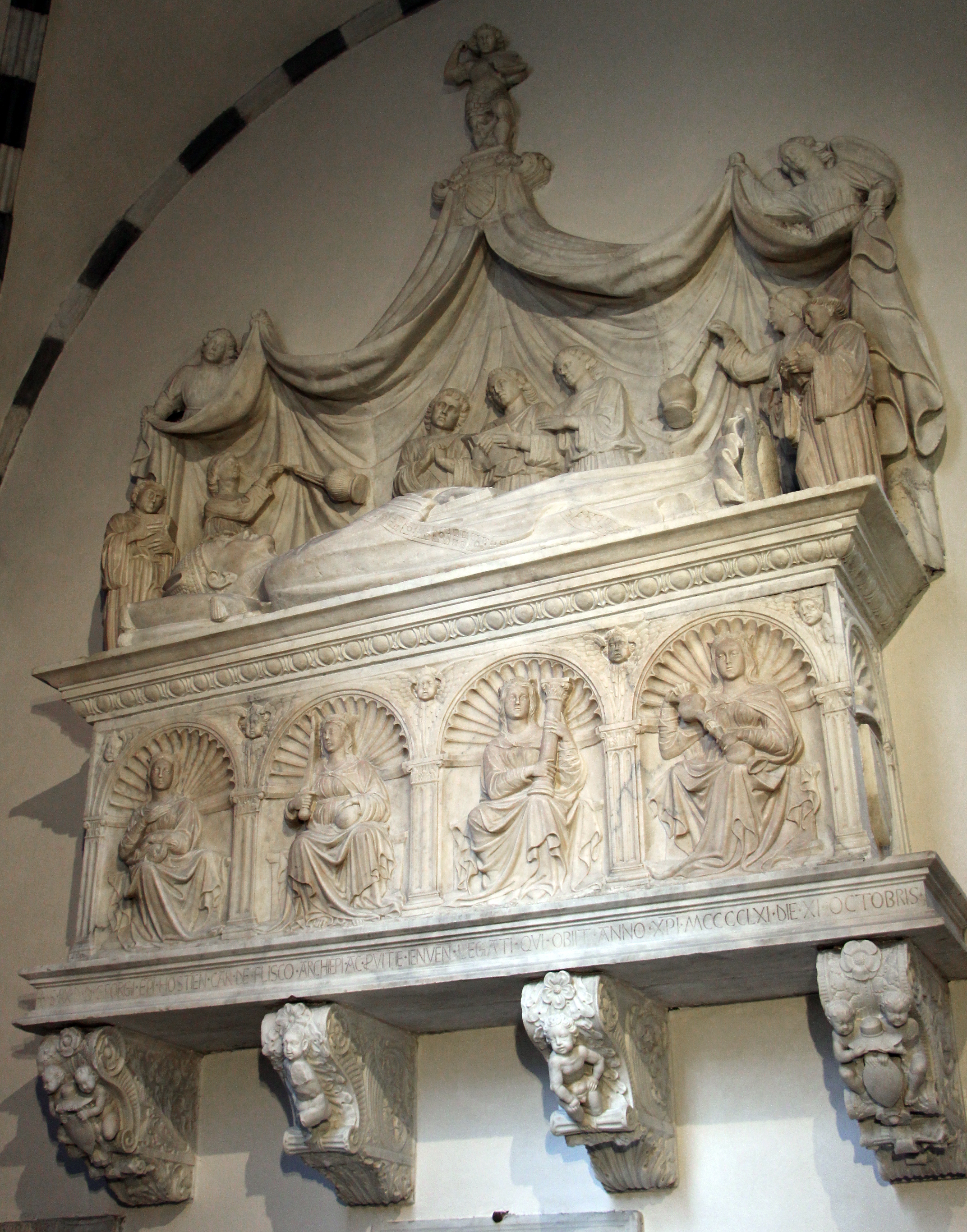
Grób Giorgio Fieschiego

Giorgio Fieschi (ur. ok. 1395, zm. 11 października 1461) – włoski duchowny, kardynał.
Urodzony w Genui, przypuszczalnie pod koniec XIV wieku, w rodzinie hrabiów Lavagna, z której pochodzili papieże Innocenty IV i Hadrian V oraz wielu dożów Republiki Genui. Niewiele wiadomo o jego młodości. 27 maja 1433 został wybrany biskupem Mariany na Korsyce. 3 października 1436 przeniesiono go na stolicę arcybiskupią w Genui, którą zajmował aż do nominacji kardynalskiej w 1439.
W grudniu 1439 papież Eugeniusz IV kreował go kardynałem prezbiterem S. Anastasiae w celu zapewnienia sobie poparcia Republiki Genui w sporze z Soborem Bazylejskim. 1440-42 uczestniczył w Soborze Florenckim. Jak wielu kardynałów z tamtego okresu kumulował w swym ręku wiele kościelnych beneficjów, m.in. był biskupem in commendam diecezji Sagona na Korsyce (1443-45), Luni (1446), Noli (1447-48) i Albenga (1448-59). Na konsystorzu 5 marca 1449 awansował do rangi kardynała-biskupa Palestriny. Służył jako legat papieża Mikołaja V w Genui i Ligurii. Uczestniczył w konklawe w 1447, 1455 i 1458 roku. 28 kwietnia 1455 papież Kalikst III mianował go biskupem Ostia e Velletri. Był liderem opozycji wewnątrz Kolegium Kardynalskiego wobec papieża Piusa II zwłaszcza w zakresie nowych nominacji kardynalskich.